# Kanton Manosque-Sud-Ouest
Manosque-Sud-Ouest is een voormalig kanton van het Franse departement Alpes-de-Haute-Provence. Het kanton maakte deel uit van het arrondissement Forcalquier. Het werd opgeheven bij decreet van 24 februari 2014, met uitwerking op 22 maart 2015.

## Gemeenten
Het kanton Manosque-Sud-Ouest omvatte de volgende gemeenten:
- Manosque (deels, hoofdplaats)
- Montfuron
- Pierrevert